# Carl-Åke Wadsten
Carl-Åke Wadsten (folkbokförd Carl Åke Wadsten), född 3 oktober 1902 i Kristinehamns församling i Värmlands län, död 17 juli 1974 i Lidingö församling i Stockholms län, var en svensk radioman.
Wadsten var son till trafikdirektören August Svensson (1859–1934) och Anna, ogift Wadsten (1869–1949). Efter studentexamen i Luleå 1922 studerade han vid Uppsala universitet (Norrlands nation) 1922–1928 med avbrott för utlandsstudier i Argentina 1924–1925, i England 1926 och Frankrike 1927. Han var medarbetare i Stockholms-Tidningen 1929–1931, programtjänsteman vid Radiotjänst från 1931, redaktör för Röster i radio 1934–1940, Dagens eko från 1937, intendent för reportagesektionen från 1941 samt medarbetare i Fria reportagegruppen från 1955. Han blev medlem i Publicistklubben 1930.
Wadsten gifte sig 1930 med Margareta Laurén (1907–1988), dotter till kamrer Emil Laurén och Anna Hedlöf. Tillsammans fick de två barn: forskaren Tommy Wadsten (född 1934) och Anita Evers (1939–1980).
Han är begravd på Skogskyrkogården i Stockholm.

## Filmografi
- 1942 – Vinden från väster (speaker)
- 1943 – Östersjöns nyckel (manusförfattare, regissör och speaker)
- 1943 – Ett år i Konsum (speaker)
- 1946 – Möte med konsten (speaker)
- 1946 – Nya tag i skogen (manusförfattare och regissör)